# Maciej Bieniek
Maciej P. Bieniek (* 5. Januar 1927 in Vilnius; † 23. Januar 2006 in Atlanta) war ein polnischer Bauingenieur.
Bieniek wuchs in Jarosław auf, verlor 1941 den Vater, der Offizier in der polnischen Armee war, und konnte unter deutscher Besatzung nicht offiziell eine höhere Schule besuchen, erhielt aber Unterricht an einer Untergrunduniversität für Bauingenieurwesen. Nach dem Krieg studierte er am Polytechnikum in Krakau und der Technischen Hochschule Danzig mit dem Diplom 1948. Er war Assistent von Witold Nowacki am Lehrstuhl für Baustatik und wurde 1951 promoviert (Dynamik der elastisch-plastischen Körper, Polnisch). 1955 wurde er Professor in Danzig als damals jüngster polnischer Hochschullehrer. Damals forschte er über das Kriechen in Spannbetonbrücken, Viskoelastizität, räumliche Tragwerksanalyse von Brücken. 1956 baute er das Institut für Angewandte Mechanik der Chinesischen Akademie der Wissenschaften in Harbin auf, beauftragt von der Polnischen Akademie der Wissenschaften und war nach der Rückkehr Abteilungsleiter am Institut für Grundprobleme der Technik der Polnischen Akademie der Wissenschaften in Warschau.
1958 ging er auf Einladung von Alfred Freudenthal in die USA und forschte an der Columbia University, an der er 1960 Associate Professor wurde. 1963 wurde er Professor an der University of California, Los Angeles und von 1969 bis zur Emeritierung 1993 war er Professor an der Columbia University.
Er befasste sich mit Baudynamik und Verhalten von Tragstrukturen im elastisch-plastischen Bereich (auch bei großer Verformung), Ermüdung und Alterung zum Beispiel von Tragseilen von Hängebrücken, Bruchmechanik. In seiner Zeit in Kalifornien befasste er sich auch mit theoretischen Fragen von Maschinenbau, Luftfahrt und Raumfahrt. In New York beriet er unter anderem Weidlinger Associates (Entwicklung der Computercodes für elastisch-plastisches Verhalten TRANAL and EPSA, letztere für getauchte Schalenstrukturen), für das American Bureau of Shipping (Offshore-Bauwerke) und ATT (Schwingungskontrolle in Chip-Fabriken).
Für seine Beiträge zur Sanierung von Brücken in New York erhielt er 1991 den Roebling Award der Metropolitan Section der ASCE. Er war 1987/88 im Williamsburg Bridge Advisory Committee. 1994 wurde er Ehrenmitglied der American Society of Civil Engineers.

## Schriften
- Einführung in die Elastizitäts- und Plastizitätstheorie (Polnisch), Lodz 1955
- mit R. S. Atkash, M. L.Baron: A finite difference variational method for bending of plates, International Journal of Computer and Structures, Band 11, 1980, S. 573–577.
- mit R. S. Atkash, I. S. Sandler: Theory of viscoplastic shells for dynamic response, Journal of Applied Mechanics, Band 50, 1983, S. 131–136
- mit Arzoumanidis: Finite element analysis of suspension bridges, Int. J. Computer and Structures, Band 21, 1985, S. 1237–1253
- mit T. V. Kutt: Elasto-plastic constitutive equations if stiffened plates, Journal of Engineering Mechanics (ASCE),  Band 114, 1988, S. 656–670.
- mit T. V. Kutt: Cumulative damage and fatigue life prediction,  AIAA Journal, Band 26, 1988, S. 213–219.
- An integral equation method for dynamic crack growth problems, International Journal of Fracture, Band 46, 1990, S. 207–221.
- Safety and aging of cables of suspension bridges. In: Proceedings of the 4th International Conference on Structural Failure, Product Reliability and Technical Insurance, Wien 1992, Elsevier 1993
- mit E. G. Barsoum: Constitutive relations and finite element analysis of nonlinear elastic continua, Proceedings of the AIAA 34th Structures, Structural Dynamics and Materials Conference, LaJolla, Canada, April 1993.